# Міяда (Наґано)

35°46′8″ пн. ш. 137°56′40″ сх. д. / 35.76889° пн. ш. 137.94444° сх. д.
Мія́да (яп. 宮田村, みやだむら, МФА: [mʲijada muɾa]) — село в Японії, в повіті Камі-Іна префектури Наґано. Станом на 1 квітня 2009 площа села становила 54,52 км². Станом на 1 липня 2011 населення села становило 8972 осіб.